# Murgenthal
Murgenthal é uma comuna da Suíça, no Cantão Argóvia, com cerca de 2.880 habitantes. Estende-se por uma área de 18,61 km², de densidade populacional de 155 hab/km². Confina com as seguintes comunas: Boningen (SO), Brittnau, Fulenbach (SO), Pfaffnau (LU), Roggwil (BE), Rothrist, Vordemwald, Wolfwil (SO), Wynau (BE).
A língua oficial nesta comuna é o Alemão.